# Соколянський потік
Соколянський потік (словац. Sokoliansky potok) — річка в Словаччині,  притока Олшави, протікає в окрузі Кошиці-околиця.
Довжина — 15.6 км. Витік знаходиться на висоті приблизно 350 метрів (схил гори Кодидом). Протікає територією  сіл Соколяни;  Бочіар; Сеня; Кехнець і Мілгость
Впадає у Олшаву на висоті приблизно 180 метрів.
Притоки
- праві
  - безіменні
- ліві
  - безіменні